# سید علی سجادی
علی سجادی والیبالیست ایرانی است که عضو سابق تیم ملی والیبال ایران است.

## باشگاهی
او والیبال را از آبفا شیراز، لاستیک دنا شیراز و مرصاد شیراز شروع کرد و نیز سابقه بازی در تیم‌های سایپا البرز، کاله مازندران، شهرداری تبریز و گیتی پسند اصفهان را دارد و حال حاضر عضو باشگاه والیبال هراز آمل است.

## افتخارات
سجادی با بازی در تیم‌های ملی نوجوانان و جوانان و بزرگسالان و حاصل آن ۶قهرمانی آسیایی و۲ بار به عنوان بهترین دریافت کننده آسیا معرفی شد و یک سومی و پنجمی جهان و قهرمانی ارتشهای جهان معرفی به عنوان MVP 
حضور در تیم ملی دانش آموزان و کسب مقام چهارمی جهان و قهرمانی باشگاه‌های آسیا را کسب نمود.

## عناوین باشگاهای ایران
1. سایپا تهران  سال (۲۰۰۴-۲۰۰۵) مقام دوم
2. سایپا تهران سال (۲۰۰۵-۲۰۰۶) مقام دوم
3. سایپا تهران سال (۲۰۰۶-۲۰۰۷) مقام سوم
4. سایپا تهران سال (۲۰۰۷-۲۰۰۸) مقام دوم
5. کاله آمل سال (۲۰۰۸-۲۰۰۹) مقام سوم
6. کاله آمل سال (۲۰۰۹-۲۰۱۰) مقام سوم
7. گیتی پسند اصفهان سال (۲۰۱۰-۲۰۱۱ )
8. شهرداری تبریز سال (۲۰۱۱-۲۰۱۲) مقام سوم
9. کاله آمل سال (۲۰۱۲-۲۰۱۳) مقام دوم
10. شهرداری تبریز (۲۰۱۳-۲۰۱۴) مقام سوم
11. عمران شهرداری ساری سال (۲۰۱۵-۲۰۱۶)
12. شهرداری تبریز سال (۲۰۱۷-۲۰۱۸) مقام سوم
13. پیام مشهد سال (۲۰۱۸-۲۰۱۹) مقام سوم
14. هراز آمل سال( ۲۰۲۰-۲۰۲۱) مقام سوم

## عناوین بین المللی
1. مقام اول مسابقات قهرمانى نوجوانان آسيا "ايران"سال ٢٠٠٥
2. مقام اول مسابقات قهرمانى جوانان آسيا "ايران"سال ٢٠٠٦
3. مقام اول مسابقات قهرمانى كشورهاى اسلامى"اندونزى" سال ٢٠١٣ وكسب عنوان بهترين دريافت كننده
4. مقام اول مسابقات قهرمانى باشگاههاى آسيا با تيم كاله آمل"ايران"سال ٢٠١٣
5. مقام اول مسابقات قهرمانى المپيك دانشجويان نظاميان جهان "آنكارا"سال ٢٠١٠ و كسب عنوان بهترين بازيكن مسابقات جهان
6. مقام دوم مسابقات قهرمانى AVC CUP آسيا "ويتنام"سال٢٠١٢
7. مقام سوم مسابقات قهرمانى جوانان جهان "مراكش"سال ٢٠٠٧
8. حضور در مسابقات واليبال المپياد دانش آموزى جهان "قبرس" سال ٢٠٠٣
9. حضور در مسابقات واليبال قهرمانى باشگاههاى جهان با تيم كاله آمل "برزيل" سال ٢٠١٣
10. حضور در مسابقات واليبال قهرمانى باشگاههاى جهان با تيم متين ورامين "برزيل"سال ٢٠١٤
11. حضور در مسابقات واليبال قهرمانى نوجوانان جهان "الجزاير"سال ٢٠٠٥
12. حضور در مسابقات واليبال قهرمانى AVC CUP آسيا "ايران"سال ٢٠١٠
13. حضور در مسابقات واليبال قهرمانى جهان "ايتاليا"سال ٢٠١٠
14. حضور در اردوهاى تيم ملى از سال ٢٠٠٥لغايت٢٠١٥
15. كارشناس استعداديابى فدراسيون واليبال